# 알평
알평(謁平)은 신라 건국 신화에 등장하는 사로(斯盧) 6촌 중 알천양산촌(閼川楊山村) 촌장이며, 경주 이씨의 시조이다. 혁거세 거서간의 탄생과 즉위에 관여하였다.
유리왕 때 이씨(李氏)를 사성받은 급량부 대인의 이름은 삼국사기나 삼국유사에 나타나지 않는다. 일반적으로 경주이씨와 그 분가에서는 이알평으로 칭하나 일부 사학자들은 이를 인정하지 않고 알평으로 칭한다.

## 생애
알평(謁平)의 출생지에 대한 기록은 아직 발견되지 않았다. 삼국유사와 삼국사기에 의하면 알평은 하늘에서 진한 땅 표암봉에 내려와 알천양산촌(閼川楊山村)의 촌장이 되었다고 한다. 경주이씨 족보에 의하면 그는 기원전 117년에 태어났다고 한다.
기원전 69년, 6촌장이 알천의 둑 위에 모여 나라를 세울 것을 논하였다. 마침 남쪽 양산 밑의 나정에서 혁거세 거서간을 발견하여 왕으로 삼기로 하고 함께 양육하여 기원전 57년에 왕위에 추대하고 신라를 건국하였다. 양산촌은 유리왕 9년(서기32년) 급량부(及梁部)로 개칭하고 이씨(李氏) 성을 사성(賜姓)받았다고 한다.

## 경주 이씨 족보
경주 이씨 족보에 의하면 알평(謁平)은 기원전 117년에 하늘에서 진한(辰韓) 땅의 표암봉으로 내려왔다고 한다. 자(字)는 천서(天瑞), 호(號)는 표암(瓢巖), 성(姓)은 이(李)이다. 신라 시조 혁거세를 왕으로 추대한 좌명대신(佐命大臣)으로 200세 가까이 향수(享壽)했다고 한다. 사후 법흥왕 23년(서기 535년) 시호를 충헌공(忠憲公)이라 하였고, 태종 무열왕 3년(서기 656년) 은열왕(恩烈王)으로 추봉되었다. 시조 이알평 이후 900여 년간의 후계가 실전되었다가, 고려 공민왕 때 문하시중을 지낸 대학자 이제현의 문하인 목은 이색이 찬한 이제현묘지명에 알평의 후손이자 진골(眞骨) 출신인 신라말 소판(蘇判) 이거명(李居明) 이후의 계보가 밝혀짐으로써 이거명을 중시조로 하여 계대를 헤아리고 있다.

## 가계
- 배위 : 태화공주 기씨(泰華公主 箕氏) - 마한 태조(太祖) 준왕(準王)의 딸
  - 아들 : 이유(李侑)
    - 손자 : 이타(李它)[10]
- 배위 : 부인 박씨(夫人 朴氏) - 신라 시조왕 혁거세와 알영부인의 딸[11]

## 분관

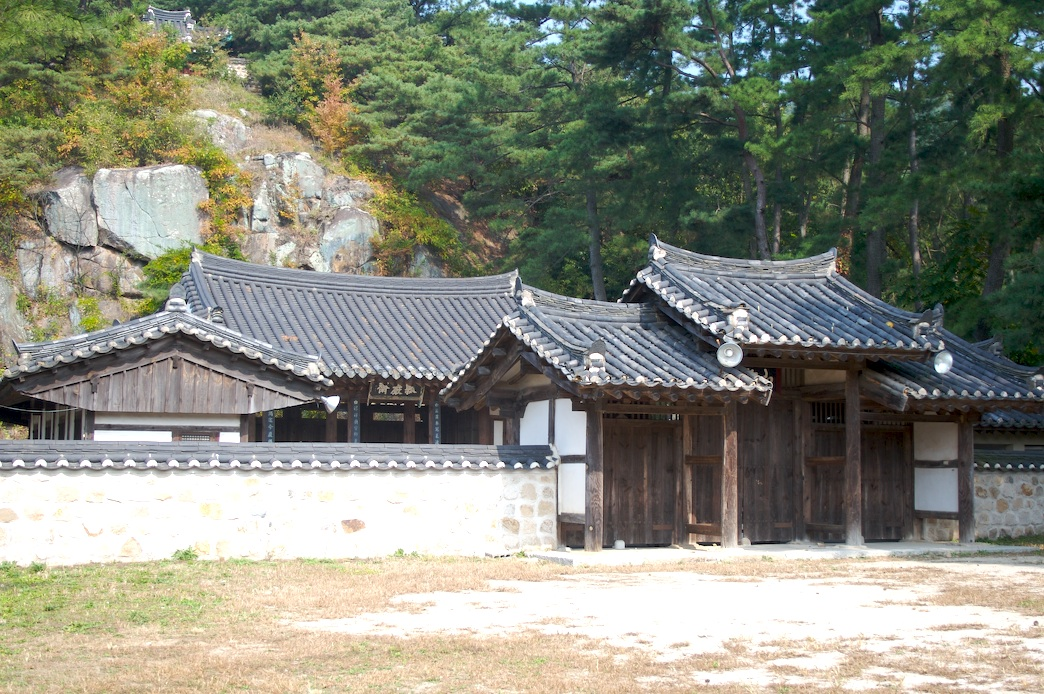
표암재

이알평 이후 그의 자손들은 여러 집안으로 분적해 나갔다.
- 차성 이씨(車城李氏) - 시조 이위(李渭)
- 합천 이씨(陜川李氏) - 시조 이개(李開)
- 우계 이씨(羽溪李氏) - 시조 이양식(李陽植)

위 3본은 '시조 후손'에서 분적하고 아래의 7본은 '중시조 후손' 계대에서 분적하였다.
- 아산 이씨(牙山李氏) - 시조 이주좌(李周佐)
- 재령 이씨(載寧李氏) - 시조 이우칭(李禹偁)
- 원주 이씨(原州李氏) - 시조 이반계(李攀桂)
- 진주 이씨(晋州李氏) - 시조 이영재(李永榟). 이군재(李君榟) 형제
- 장수 이씨(長水李氏) - 시조 이직간(李直幹 - 李林幹)
- 성주 이씨(星州李氏) - 시조 이순유(李純由)
- 울산 이씨(蔚山李氏) - 시조 이철(李哲)

1987년도 간행 정묘보이며 중앙표준보인 경주이씨 대종보(전46권)와 경주이씨 중앙화수회 홈페이지 분적도 참조.

## 논란과 의혹
삼국사기나 삼국유사에 의하면 유리 이사금 때의 6부 촌장에게 성씨를 하사할 때 급량부대인에게 이씨 성을 사성했다고 한다. 그러나 유리 이사금 재직 당시 이씨 성을 처음으로 사성받은 급량부대인의 이름은 삼국사기나 삼국유사에도 등재되어 있지 않다.
그가 생전에 이씨 성을 사성받은 것인가, 그의 후손 중 누군가 이씨 성을 사성받은 것인가의 여부에 대해서는 논란의 여지가 있다.
그러나 ᆢ기록에 보면 6부촌의 이름을 먼저고치고
각 촌에 사성한 것으로 기록되어있다

## 기타
안악이씨(양산이씨)의 족보에 의하면 전한 무제가 위만조선을 토벌하고 한군현의 하나인 낙랑군 태수로 부임한 이진의 증손 중 천보는 흉노 공격에 참전한 공로로 양산후에 봉작되고, 천보의 동생 천록은 사로국으로 이주하여 알평의 선조가 되었다는 설이 있다.

## 같이 보기
- 신라
- 박혁거세
- 삼한

|                       | 알천양산촌 (閼川楊山村) | 돌산고허촌 (突山高墟村) | 자산진지촌 (觜山珍支村) | 무산대수촌 (茂山大樹村) | 금산가리촌 (金山加利村) | 명활산고야촌 (明活山高耶村) |
| --------------------- | ----------------------- | ----------------------- | ----------------------- | ----------------------- | ----------------------- | --------------------------- |
| 6부명 (6部名)         | 급량부 及梁部           | 사량부 沙梁部           | 본피부 本彼部           | 점량부 漸梁部           | 한지부 漢祗部           | 습비부 習比部               |
| 촌장 (村長)           | 알평 謁平               | 소벌도리 蘇伐都利       | 지백호 智伯虎           | 구례마 俱禮馬           | 지타 祗陀               | 호진 虎珍                   |
| 강림지 (降臨地)       | 표암봉 瓢巖峰           | 형산 兄山               | 화산 花山               | 이산 伊山               | 명활산 明活山           | 금강산 金剛山               |
| 후손 성씨 (後孫 姓氏) | 이씨 李氏               | 최씨 · 소씨 崔氏 · 蘇氏 | 정씨 鄭氏               | 손씨 孫氏               | 배씨 裵氏               | 설씨 薛氏                   |